# Фридрих VIII фон Байхлинген
Фридрих VIII фон Байхлинген 'Стари' (на немски: Friedrich VIII von Beichlingen ’der Ältere’, Herr zu Ober-Sachsenburg; † 1390) е граф на Байхлинген, господар на Обер-Заксенбург в Тюрингия.
Той е единствен син на граф Херман III фон Байхлинген-Обер-Заксенбург († сл. 1377/1378) и съпругата му Агнес фон Шлюселберг († 1354), вдовица на фогт Хайнрих IV фон Плауен-Мюлтроф 'Млади' († 1348), дъщеря на Конрад II фон Шлюселберг († 1347) и Елизабет. Внук е на граф Фридрих VII (X) фон Байхлинген († 1342/1343) и София фон Орламюнде († сл. 1354).
Чрез женитба замъкът Обер Заксенбург принадлежи от 1335 до 1407 г. на графовете Байхлинген.

## Фамилия
Фридрих VIII фон Байхлинген се жени сл. 18 февруари 1379 г. за Аделхайд фон Хонщайн († сл. 1405), вдовица на херцог и принц Албрехт I (II) фон Мекленбург-Шверин († 1379), дъщеря на граф Улрих III фон Хонщайн-Келбра-Морунген († 1414) и принцеса Агнес фон Брауншвайг-Люнебург († 1394), дъщеря на херцог Ернст I фон Брауншвайг-Грубенхаген (1297 – 1361) и графиня Аделхайд фон Еверщайн-Поле († 1373). Те имат две деца:
- Фридрих фон Байхлинген-Заксенбург († пр. 1395)
- Агнес фон Байхлинген-Заксенбург († сл. 1391)